# 体重別階級
体重別階級（たいじゅうべつかいきゅう、英: weight class）は、主に柔道やボクシングなどの格闘技において、体重によるハンデキャップを解消するために体重の近いもの同士を対戦させるためのルール。「柔よく剛を制す」を旨とする柔道などの伝統武道においては当初、この近代スポーツの制度導入に反発があった。

## 概要
特定の体重を境に階級を設定の上、選手は各階級に分けられる。
階級名は、柔道・レスリングのように「○○ kg級」「×× kg超級」という具合で数字を使用する場合と、ボクシングのようにそれぞれ「ライト級」「ヘビー級」などと名前を付ける場合に大きく分かれる。シュートボクシングでは独自の階級名を使用していたが、現在はボクシングと同じ階級名となっている。格闘技以外での体重別階級は「重量級」「軽量級」などを使用する場合が多い。
階級分けの数値はメートル法あるいはヤード・ポンド法が用いられる。ヤード・ポンド法はプロボクシング・プロレスなどで使用され、リングアナウンサーによる選手紹介で体重をコールする際、どちらの階級分けを使用するかで単位が変わる。
これらの競技においては大抵の場合、試合前に公式計量を実施しており、その計量の数値が該当する階級の範囲内に収めることができなければ失格とされる。これを計量失格と呼ぶ（後述）。
オリンピックや世界選手権などの国際大会での出場枠は原則階級別で各国1人である。同国同階級で複数メダルを獲得できた可能性のある選手が出場できない面から批判も根強い。

## 歴史
クインズベリー・ルール黎明期の19世紀後期のボクシングでそれまでの無差別級（ヘビー級）が一定の体重で線引きされて、ヘビー級とライト級に分かれた。これが体重別階級の始まりである。後にこれらの中間の階級としてミドル級が新設された。オリンピックでボクシング競技が採用された頃には細分化が進み、フェザー級、ウェルター級、バンタム級、フライ級、後にライトヘビー級も新設される。同じくオリンピック種目だったレスリング、ウエイトリフティングも採用することになった。その後も階級は細分化がさらに進む一方、格闘技など他のスポーツにも広がっている。

## 体重別階級制を導入している競技
- ボクシング
- レスリング
- 柔道
- 総合格闘技
- 空手道
- キックボクシング
- ムエタイ
- シュートボクシング
- プロレス
- テコンドー
- 重量挙げ
- 腕相撲
- 相撲（アマチュア）
- ボート競技
- セーリング（一部種目）
- ボディビル
- 綱引き
- マラソン（体重別皇居マラソン大会）

## 競技別

### 柔道
- 全日本選抜柔道体重別選手権大会#階級を参照。
- オリンピックでの体重別階級については下記を参照。
  - オリンピック柔道競技#実施階級

### レスリング
- アマチュアレスリング#階級を参照。

### テコンドー
- WTについてはワールドテコンドー#階級を参照。
- ITFについては国際テコンドー連盟#階級を参照。

### ボクシング
アマチュアの場合、シニアで10階級、ジュニアで13階級ある。
プロの場合、最重量級のヘビー級から、最軽量級のミニマム級まで全17階級ある。女子の場合、団体によって階級数が異なる。

### 立ち技格闘技

#### キックボクシング
キックボクシングは日本においても団体乱立状態ではあるが、体重別階級はどの団体も基本的に国際式ボクシングと同じである。
しかし、国際団体となると階級も団体ごとにまちまちである。

#### ムエタイ
ムエタイ#階級を参照。

#### K-1
M-1スポーツメディア体制のK-1（K-1 WORLD GP）では9階級が設置されている。
| 階級名称             | 体重        |
| -------------------- | ----------- |
| ヘビー級             | 無差別      |
| クルーザー級         | 90 kg以下   |
| スーパーウェルター級 | 70 kg以下   |
| ウェルター級         | 67.5 kg以下 |
| スーパーライト級     | 65 kg以下   |
| ライト級             | 62.5 kg以下 |
| スーパーフェザー級   | 60 kg以下   |
| フェザー級           | 57.5 kg以下 |
| スーパーバンタム級   | 55 kg以下   |

FEG体制までの旧K-1は100 kg以上の選手を中心に展開していた。初期にはライトヘビー級（82 kg）をK-2、ミドル級（75 kg）をK-3として展開し、さらにフェザー級トーナメント（60 kg）も実施したが廃止され、その後ミドル級（70 kg）がK-1 MAXとして新設された。
そして、2007年より本格的に階級を導入。100 kgを境にヘビー級とスーパーヘビー級の王座が設置された。2008年にはライト級が設置され、当初は60 kgで試験的導入の後、2010年より上限が63 kgに引き上げられた。

#### シュートボクシング
シュートボクシングの場合、旗揚げ当初は独自色を打ち出すため鳥の名前を階級名に使用していたが、現在はボクシング同様の階級名となっている。
詳細はシュートボクシング#階級を参照。

### 総合格闘技
ネバダ州アスレチック・コミッションおよびボクシング・コミッション協会が制定する統一ルール（ユニファイドルール）の階級制で、UFCを始めとする米国のプロモーションだけでなく、欧州や南米、アジアなど世界各国のプロモーションがこれに準ずる階級制を採っている。なお、プロモーションによって採用する階級の数に相違がある。
| 階級名称             | 体重          | 体重              |
| 階級名称             | （lb/ポンド） | （kg/キログラム） |
| -------------------- | ------------- | ----------------- |
| スーパーヘビー級     | 265 lb超      | 120.2 kg超        |
| ヘビー級             | 265 lb以下    | 120.2 kg以下      |
| クルーザー級         | 225 lb以下    | 102.1 kg以下      |
| ライトヘビー級       | 205 lb以下    | 93.0 kg以下       |
| スーパーミドル級     | 195 lb以下    | 88.5 kg以下       |
| ミドル級             | 185 lb以下    | 83.9 kg以下       |
| スーパーウェルター級 | 175 lb以下    | 79.4 kg以下       |
| ウェルター級         | 170 lb以下    | 77.1 kg以下       |
| スーパーライト級     | 165 lb以下    | 74.8 kg以下       |
| ライト級             | 155 lb以下    | 70.3 kg以下       |
| フェザー級           | 145 lb以下    | 65.8 kg以下       |
| バンタム級           | 135 lb以下    | 61.2 kg以下       |
| フライ級             | 125 lb以下    | 56.7 kg以下       |
| ストロー級           | 115 lb以下    | 52.2 kg以下       |

#### パンクラス
パンクラス#階級、王座を参照。

#### DEEP
DEEP (格闘技団体)#階級・王座を参照。

#### DEEP JEWELS
| 階級名称   | 体重        |
| ---------- | ----------- |
| バンタム級 | 61.2 kg以下 |
| フライ級   | 58.5 kg以下 |
| ストロー級 | 52.2 kg以下 |
| アトム級   | 47.6 kg以下 |

#### 修斗
修斗#階級・王座を参照

#### PRIDE
PRIDEでは2001年にヘビー級、ミドル級が設定され、2005年からウェルター級、ライト級が設定された。
| 階級名称     | 体重      | 補足       |
| ------------ | --------- | ---------- |
| ヘビー級     | 93 kg以上 |            |
| ミドル級     | 93 kg未満 |            |
| ウェルター級 | 83 kg未満 | 2005年新設 |
| ライト級     | 73 kg未満 | 2005年新設 |

### プロレス
プロレスでは団体により呼称、体重区分が異なり統一はされていない。どの団体でも概ね100 kg以上（新日本は220 lbs（99.8 kg≒100 kg）、全日本は231.5 lbs（105 kg））をヘビー級としているが、それ以下の体重は団体によりジュニアヘビー級、クルーザー級、ミッド・ヘビー級など呼称も体重区分も異なる。メキシコのルチャリブレではさらに下の階級も存在する。女子プロレスの場合、多くは無差別級で行われるが、体重の線引きをする場合は概ね60 kg以下の階級（かつての全日本女子プロレスのスーパーライト級など）定めることが多い。
また、プロレスの場合は身長・体重は自称・公称値であるため、事前の体重計量は行われないことが大半（最近では2011年にプロレスリング・ノアのジュニアヘビー級タッグ王座戦でシェイン・ヘイスト、マイキー・ニコルス組の事前計量を実施している）で、タイトルマッチ以外は無差別で試合が行われる。タイトルマッチでも無差別級王座が存在する他、タッグ王座やヘビー級王座は事実上無差別であり、ダニー・ホッジや小川良成のようにジュニアヘビー級のレスラーでヘビー級王座についた例もある。アンドレ・ザ・ジャイアントのような200 kgを超えるスーパーヘビー級のレスラーの場合、1人で普通サイズのレスラー数人を相手にする変則タッグマッチの方法で実力差を調整することもある。
プロレス#階級も参照。

### 重量挙げ
- 重量挙げ#階級を参照。

## 計量失格
前述の通り、計量の結果、それぞれの体重別階級の範囲内に収めることができない場合は失格扱いとされ、「計量失格」という。上限を上回った場合は体重超過、下限を下回った場合は体重不足とそれぞれ呼ばれる。

### ボクシング
2018年の日本では、3月1日、ルイス・ネリと山中慎介により行われたWBC世界バンタム級タイトルマッチでは、ネリ側が大幅な体重超過を起こしたほか、同年4月15日、比嘉大吾とクリストファー・ロサレスにより行われたWBC世界フライ級タイトルマッチでは、比嘉側が体重超過を起こすなど、相次ぐタイトルマッチの減量ミスが話題となった。また、同年5月25日、ジェイミー・マクドネルと井上尚弥により行われたWBA世界バンタム級タイトルマッチでは、マクドネル側が前日の計量を遅刻してまでギリギリの減量を行った後、1日で12 kgも体重を回復させる（6階級上のウェルター級に相当）など、体重別階級の意味を失わせる試合もあった。

### プロレス
鶴見五郎がメキシコでライトヘビー級タイトルを奪取した際、事後の計量で体重超過が発覚し王座剥奪となったことがある。